# Lenny Janko
Lenny Janko (* 5. Februar 2002 in Zürich) ist ein ehemaliger schweizerisch-gambischer Fussballspieler.

## Karriere
Janko begann seine Laufbahn beim FC Zürich, bevor er 2016 in die Jugend des FC Red Star Zürich wechselte. Nach zwei Jahren kehrte er 2018 zum FCZ zurück. Am 14. Juli 2020, dem 31. Spieltag, gab er beim 0:4 gegen den FC Basel sein Debüt für die erste Mannschaft in der erstklassigen Super League, als er in der 61. Minute für Soheil Arghandewall eingewechselt wurde. Dies blieb sein einziger Einsatz im Herrenbereich in dieser Spielzeit. Zur folgenden Saison 2020/21 wurde er in das Kader der zweiten Mannschaft befördert. Dort wurde er in den folgenden Jahren Stammspieler in der drittklassigen Promotion League, fand jedoch bei den Profis keine Berücksichtigung mehr. Nach Auslaufen seines Vertrages in Zürich schloss sich Janko im Sommer 2024 dem Zweitligisten FC Aarau an, der ihn mit einem Zweijahresvertrag bis 2026 ausstattete. Verletzungsbedingt fiel der Verteidiger dort jedoch zunächst aus und bestritt erst kurz vor der Winterpause Ende November und Anfang Dezember jeweils einen Kurzeinsatz in der Liga und im Cup. Im Januar 2025 gab er das Ende seiner Profikarriere bekannt.

## Familie
Er ist der Bruder des Fussballspielers Saidy Janko.